# The Fantastic Seven
The Fantastic Seven è un film per la televisione del 1979 diretto da John Peyser.
È un film drammatico statunitense con Christopher Connelly, Christopher Lloyd e Bob Seagren.

## Produzione
Il film, diretto da John Peyser su una sceneggiatura di David Shaw, fu prodotto da Martin Poll e William Craver per la Martin Poll Productions.

## Distribuzione
Il film fu trasmesso negli Stati Uniti il 30 maggio 1979 sulla rete televisiva CBS. Il film è conosciuto anche con il titolo Steel Glory.
Altre distribuzioni:
- in Portogallo il 20 marzo 1980 (Os Sete Fantásticos)
- in Finlandia il 9 maggio 1980 (7 hurjapäätä e Pelastajat)
- in Danimarca il 16 maggio 1980 (Skråt op med FBI)
- in Ungheria il 14 aprile 1983 (A hét merész kaszkadõr)
- in Canada (Les 7 fantastiques)
- in Grecia (Oi 7 ripsokindynoi)
- in Germania Ovest (Sieben Stuntmänner räumen auf)
- in Turchia (Yedi Çilgin Adam)